# Kokoi
Kokoi is een bestuurslaag in het regentschap Timor Tengah Selatan van de provincie Oost-Nusa Tenggara, Indonesië. Kokoi telt 1358 inwoners (volkstelling 2010).